# Drakensberg amfiteater

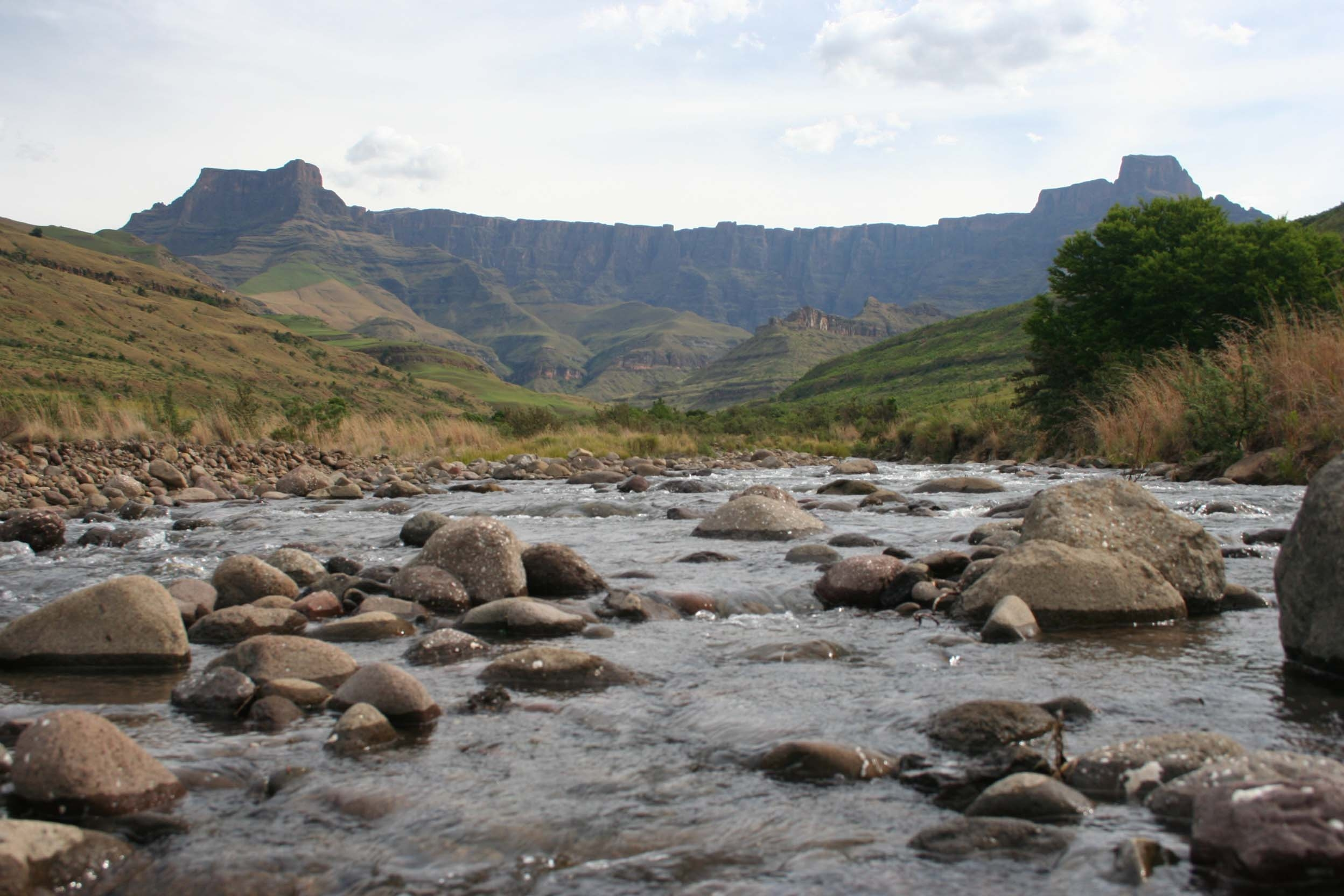
Tugelafloden med amfiteatern i bakgrunden.

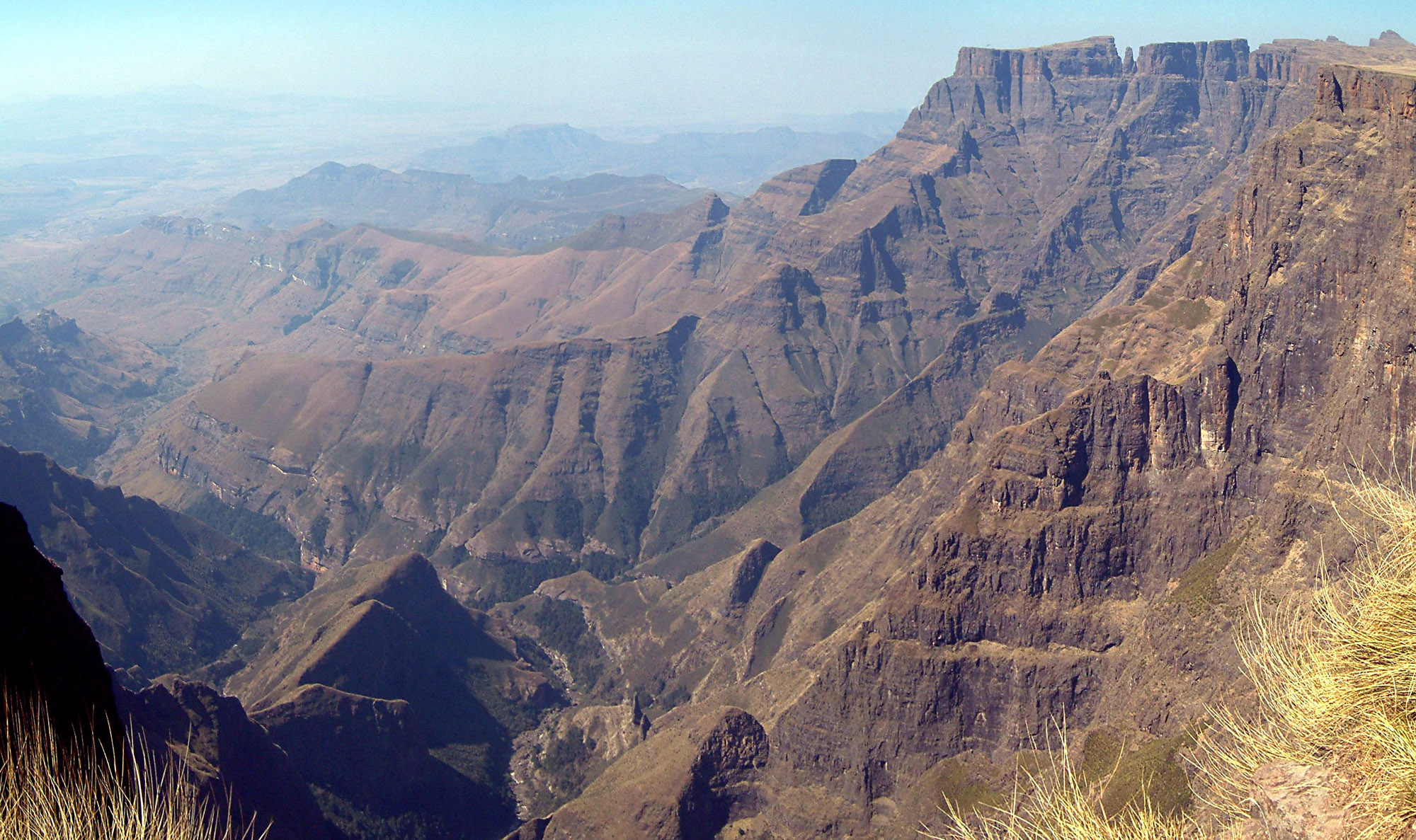
Ampfiteaterns topp mot sydost.

Drakensberg amfiteater är en enorm klippformation i norra Drakensberg i Sydafrika. Klippformationen är en del av Royal Natal nationalpark. Amfiteaterns yta är ungefär tre gånger så stor som det totala sammanlagda området för alla klippor i El Capitan i Yosemite nationalpark i Kalifornien, USA.
Klippformationen Drakensberg amfiteater är över fem kilometer lång och klipporna är omkring 1200 meter höga. Dalens botten ligger omkring 1830 meter under amfiteaterns högsta punkt. Tugelafallen som är världens näst högsta vattenfall faller 948 meter utmed amfiteaterns klippor.